# 千野冝時
千野 冝時（ちの よしとき、1923年（大正12年）3月18日 - 2004年（平成16年）8月18日）は、日本の実業家である。大和証券および日本証券業協会の会長を務めた。

## 経歴・人物
東京府（現在の東京都）の生まれ。慶應義塾大学卒業後、1946年（昭和21年）に大和証券に入社した。この頃に早くも国際業務に専念し、同社の理論家として有名となる。その後は副社長を務め1980年（昭和55年）には副会長となり、1982年（昭和57年）には会長職を務め以後1991年（平成3年）までその職にあたった。
会長に就任後は理論株価（PER（株価収益率）×予想EPS（1株あたり当期純利益））を日本で初導入する事業やユーロ円債の第1号の発行に携わる等、証券市場の国際化に貢献する。1985年（昭和60年）には日本証券業協会の会長に就任し1987年（昭和62年）まで大和証券会長と兼務で務めた。